# Leia salobrensis
Leia salobrensis är en tvåvingeart som beskrevs av Edwards 1941. Leia salobrensis ingår i släktet Leia och familjen svampmyggor. Inga underarter finns listade i Catalogue of Life.